# Manioka
Manioka ili kasava (lat. Manihot esculenta) je žbun iz drvenaste porodice mlečika (Euphorbiaceae), koji raste u Južnoj Americi (Brazil), Zapadnoj Indiji i u nekim drugim tropskim krajevima sveta (Indonezija, Australija). Iz korena manioke se dobija tapioka, vrsta skroba koji se koristi u ishrani. 
Manioka je treći po veličini izvor ugljenih hidrata u tropima, posle pirinča i kukuruza. Manioka je glavna hrana u zemljama u razvoju, koja obezbeđuje osnovnu ishranu za više od pola milijarde ljudi. To je jedan od useva koji najviše toleriše sušu, sposoban da raste na marginalnim zemljištima. Nigerija je najveći svetski proizvođač manioke, dok je Tajland najveći izvoznik skroba manioke.
Manioka je klasifikovana kao slatka ili gorka. Kao i drugi koreni i krtole, gorke i slatke sorte manioke sadrže antinutritivne faktore i toksine, dok gorke sorte sadrže mnogo veće količine. Mora se pravilno pripremiti pre konzumiranja, jer nepravilna priprema kasave može ostaviti dovoljno zaostalog cijanida da izazove akutnu intoksikaciju cijanidom, strumu, pa čak i ataksiju, delimičnu paralizu ili smrt. Otrovnije sorte manioke su rezervni resurs („usev za sigurnost hrane“) u vremenima gladi ili nesigurnosti hrane na nekim mestima. Poljoprivrednici često preferiraju gorke sorte, jer odvraćaju štetočine, životinje i lopove.

## Građa tapioke
Tapioka je drvenasta višegodišnja biljka. Svake godine cveta i daje plod, ali se kao hrana ili za industrijsku preradu koriste samo krtola i koren.
- Koren

Koren tapioke je dug i uzan, sa čvrstim homogenim telom, obloženim odvojivom korom koja ja gruba i smedja spolja. Mogu biti od 5-10 cm u prečniku pri vrhu, a 50-80 cm dužine, beličaste ili žućkaste boje. Vrlo je bogat skrobom, a sadrži i značajne količine kalcijuma (50mg/100g), fosfora (40mg/100g) i vitamina C (25mg/100g), a deficitaran je proteinima i drugim hranljivim materijama.
- Stablo

Može da dostigne visinu 170—210 cm; Ima glatku belu koru.
- List

Oblik lista je linearan, kopljast, zašiljen, dužine 7,5-15 cm. Na površini je tamno zelenkaste boje (hlorofil), sa donje strane je svetlo zelene boje i prekriven je pahuljastim vlasima. U zavisnosti od načina gajenja, postoje mnoge varijacije.
- Cvet

Žuto-zelene boje, dužine manje od 1,2 cm, u obliku grozda.
- Plod  U obliku kapsule, loptastog oblika, oko 0,5 cm u prečniku, sa šest krilatih rebara. Svaka kapsula sadrži tri semenke.

## Gorka i slatka tapioka

### Gorka tapioka ()
Ukus gorke tapioke potiče od cijanogen-glikozida (linemarin), koji je uzročnik sinteze cijanovodonične kiseline (HCN). HCN je široko rasprostranjena u krtoli; Može biti uništena visokim temperaturama ili fermentacijom. Glikozidi mogu biti odstranjeni u toku prerade tapioke u procesima ekstrakcije, zagrevanja, fermentacije, sušenja ili kombinacijom ovih procesa. Lišće gorke vrste tapioke je tamno i stablo je često crvenkasto. Najviše se koristi za proizvodnju skroba, alkohola i acetona.

### Slatka tapioka ()
Sadrži nizak procenat toksina koji su izolovani u korteksu (cortex). Lišće i stabljika su svetlo zelene boje.

## Hemijski sastav
Koren tapioke je veoma bogat ugljenim hidratima; Uglavnom je prisutan skrob, koji je glavni izvor energije. Proteini i masti se nalaze u manjoj količini zajedno sa vitaminima i mineralima. Ove supstance imaju manju nutritivnu vrednost nego kod žitarica, mahunastih biljaka i nekih drugih korenasto-krtolastih biljaka. List tapioke se koristi za ljudsku ishranu i proizvodnju stočne hrane, jer je bogat aminokiselinama. Ukupni hemijski sastav tapioke varira u različitim delovima biljke, prema lokaciji, raznolikosti, starosti, metodama analize i ekološkim uslovima. Suva materija korena tapioke sadrži ukupno od 64-72% ugljenih hidrata, koji se sastoje iz skroba, uglavnom u obliku amiloze i amilopektina.

## Toksičnost tapioke
Lišće tapioke se ne može konzumirati sirovo, jer sadrži slobodni i vezani cijanogen-glikozid, koji u prisustvu enzima linameraze, koji se po prirodi nalazi u sastavu biljke, oslobađa cijanovodoničnu kiselinu. Ako je prisutan u dovoljnim količinama, cijanogen-glikozid može izazvati akutno trovanje cijanidom i smrt kod čoveka i životinja. Različite vrste tapioke se često kategorišu ili kao slatke ili kao gorke, što označava izostanak ili prisustvo toksičnog nivoa cijanogen-glikozida. Takozvana slatka tapioka može proizvesti oko 20mg cijanida po kg svežeg korena, dok gorka tapioka može da proizvede i do pet puta više. Tapioka koja raste u toku suše ima visok sadržaj toksina.

## Bolesti tapioke
Bolesti tapioke čine uglavnom različita mikrobiološka oboljenja, koja se mogu razvrstati na:
- Bakterijske bolesti: Plamenjača (Xanthomonas axsonopodis pv.manihotis; Ugaone lisne pege (Xanthomonas campestris pv.cassavae; Mehurići na stablu (Agrobacterium tumefaciens Biovar 1)… Xanthomonas campestris napada petiljku lista što dovodi do vaskularne infekcije, koja dovodi u opasnost mlade biljke. Može biti prenesena kišom, odnosno kapljicama rose.
- Gljivična oboljenja: Pegavost biljke (Cercospora vicosae), Pepeo tapioke (Oidium manihotis), Pythium-trulež korena (Pythium spp)
- Ostali poremećaji i oboljenja tapioke: Trulež korena posle žetve, Fiziološka i patogena kvarenja, Male boginje na korenu, Mikrobiološko truljenje zbog prisustva Cyrtomenus bergi. Trulež korena nakon setve se javlja za vreme skladištenja u nekontrlisanoj atmosferi, kada je prisutna velika vlažnost vazduha i mezofilni optimum temperature.
- Virusi i mikroplazmatična oboljenja.

## Upotreba
Tapioka se koristi u:
- Ishrani - kao kulinarski dodatak raznim jelima; Može se koristiti i koren biljke, spremljen na različite načine, kao čips ili kao meko kuvana tapioka koja ima specifičan miris i može da zameni kuvani krompir, njoke, dodaje se supi i koristi se kao pratnja mesu. Najčešća upotreba je u svrhu proizvodnje pudinga tj. praška koji je zaslađen i aromatizovan; Puding na bazi tapioke može se razlikovati od ostalih po sitnim zrncima nalik na kavijar. Dodavanje odgovarajućih boja, aroma, jaja, mleka i šećera može se preraditi u različite proizvode, posebno u obliku poslastica. Tapioka brašno može se koristiti za proizvodnju hleba, i kao zgušnjivač. U savremenim okolnostima od korena tapioke pravi se prašak sličan brašnu, koji se vlaži i oblikuje kao kuglice, koje nose naziv „biseri”; ti biseri postoje u nekoliko veličina i mora biti pripremljen pre upotrebe.
- Medicini - kao lagana hrana za bolesnike, kao i za odojčad u periodu odvikavanja od majčinog mleka. Delovanje na dečiji stomak je blago zbog manjeg udela kiseline u sastavu. Gorki koren tapioke se koristi za lečenje dijareje i malarije, a može se koristiti i za lečenje hipertenzije, glavobolje i bolova.
- Farmaceutskoj industriji - kao vezivno sredstvo (binder) sto znači da je prisutna u velikom broju tableti.
- Industriji - najviše se koristi u Kini kao osušena tapioka, i to kao sirovina za proizvodnju alkohola i skroba, koji se uz specifični sistem enzima razlaže do glukoze koja alkoholnim vrenjem daje etanol, sto je oblik obnovljivih izvora energije, koji može biti čak i zamena za benzin.

## Proizvodnjabrašnai skroba iz tapioke
Prilikom proizvodnje brašna, neophodno je izdvajanje skrobnih granula iz krtoli u što čistijem obliku. Granule se nalaze u ćelijama zajedno sa svim ostalim sastojcima protoplazme (proteinima, rastvorivim ugljenim hidratima, mastima…) koje mogu biti uklonjene procesom purifikacije. Prerada skroba se može podeliti u sledeće faze:
- Priprema i ekstrakcija
- Prečišćavanje
- Uklanjanje vode centrifugiranjem i sušenjem
- Završne operacije

Ovaj metod pripreme skroba je neophodan za bilo koju vrstu skroba;za manioku, međutim, zbog relativno male količine sekundarnih primesa, razdvajanje u svakoj fazi se obavlja sa lakoćom, dok kod ostalih žitarica odvajanje klica od proteina u drugoj fazi se vrši uz prisustvo hemikalija. Od korena tapioke se dobija prvoklasno brašno bez posebne opreme, uz pomoć prečišćene vode. Ovo čini obradu tapioke pogodnom za seoske industrije.

## Literatura
Šušić, S., Petrov, S., Kukić, G., Sinobad, V., Perunović, P., Koronsovac, B., Bašić, Đ., (1994): Osnovi tehnologije šećera, Univerzitet u Beogradu

## Spoljašnje veze
- Organizacija za hranu i poljoprivredu- Tapioka
- Cassava — Purdue University Horticulture
- Why cassava? Global Cassava Development Strategy Архивирано на веб-сајту  (7. новембар 2016)